# Col·lusió
En economia es denomina a l'acord en què dues o més empreses d'un mercat determinat defineixen que cadascuna actuarà de manera concertada respecte de la resta de les altres empreses. El fi d'aquest tipus d'acords és que cada una de les empreses participants en la col·lusió prengui control d'una determinada porció del mercat en el qual operen, i actuar de manera monopolista, impedint a altres empreses entrar al mercat.
Segons el model de Bertrand si es trenca la col·lusió això dona inici a una guerra de preus, fins que arriba a l'Equilibri de Nash en el punt de competència perfecta.